# 淡海湖
淡海湖（たんかいこ）は、滋賀県高島市今津町深清水にある人工の灌漑用ため池である。別名処女湖。湖面12ヘクタール、貯水量132万立方メートル。1.2キロメートルの隧道を掘って導水し、下流の田畑に約100ヘクタールに用水を供給している。1913年（大正2年）淡海耕地整理組合により赤坂川上流の窪地に堰堤を着手、1923年（大正12年）に完成した。現在は組織変更した淡海土地改良区が施設を管理している。湖の周囲は家族旅行村ビラデスト今津や箱館山スキー場などが整備されている。湖の中央にある浮島には、弁財天が祀られている。外来生物であるタンカイザリガニの生息地でもある。
貯水池として農林水産省のため池百選に選定されている。また「滋賀のため池50選」にも選定されている。

## アクセス
- 湖西線近江今津駅 車30分 家族旅行村ビラデスト今津から徒歩20分
- 国道161号線湖北バイパス日置前ランプより車で約20分 家族旅行村ビラデスト今津から徒歩20分。